# بازنشانی

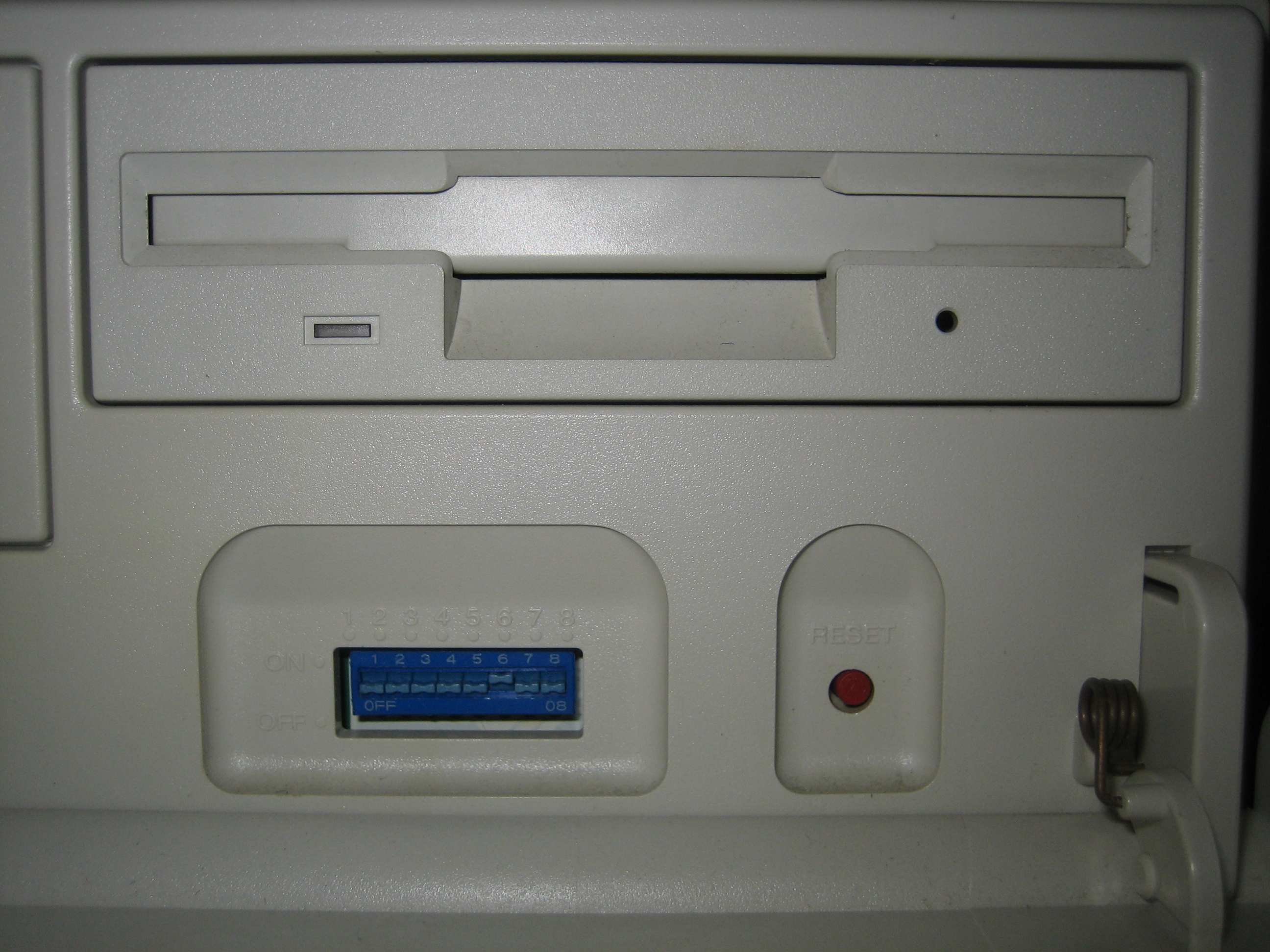
بازنشانی

بازنشانی یا ریست  اصطلاحی در رایانش یا مخابرات است و به عملی اشاره دارد که موجب می‌شود سامانه هر خطا یا رویداد در حال اجرایی را پاک و سامانه را به حالت نرمال یا اولیه دیگر برگرداند. این کار معمولاً پس از به وجود آمدن خطایی که پردازش آن ناممکن باشد یا دلخواه نباشد و کلیهٔ سازوکارهای خروج از حالت خطا نافرجام بمانند انجام می‌شود. معمولاً اگر یک برنامهٔ ذخیره‌سازی حافظه نتواند فرمانی را در زمان مشخص به پایان رساند و روش‌های دورزدن خط مانند تلاش دوباره و نافرجام‌گذاشتن سودی نداشته باشد، رایانه را بازنشانی می‌کند. رایج ترین روش عیب یابی نرم افزارها، امکان بازگشت به تنظیمات کارخانه است.